# Маска (телешоу, Росія)
«Маска» — музичне шоу, яке є російською адаптацією міжнародного формату «Masked Singer» (корейський оригінал: The King of Mask Singer») компанії «MBC Entertainment». На сцені проєкту різні російські знаменитості (співаки, актори, гумористи, спортсмени та інші) виступають в незвичайних костюмах, що покривають їх з ніг до голови.
Ведучий — В'ячеслав Макаров, колишній учасник команди КВН «Збірна Камизякського краю».

## Правила
14 таємничих учасників (в першому сезоні — 12), яких знає вся країна, виступають перед журі і глядачами у різних незвичайних костюмах інкогніто (лев, папуга, павук і т. д.). Інформація про виступаючих суворо засекречена, адже учасники проекту підписали угоду про нерозголошення, та їх суворо охороняють не тільки на сцені, але й за кулісами. Справжні голоси конкурсантів чути тільки під час виконання пісень (тим не менш, вони намагаються замаскувати голос, щоб їх не впізнали) й коли вони знімають маску. В інший час вони розмовляють через спотворений фільтр голосу, ділячись невеликими підказками про свої справжні особистості. Члени журі виступають «детективами» і вголос міркують про можливих учасників шоу.
На початку сезону учасники діляться на 3 групи по 3-4 людини (в другому сезоні по 4-5 людей). Перед виступом учасника показують відеоролик, де таємничий учасник розповідає про свій образ, ділячись підказками про свою справжню особистість. Після виступу групи члени журі нарівні з глядачами голосують за найгіршого виконавця, вибираючи номінанта на вибування (ним є учасник, який набрав найбільшу кількість голосів). Наприкінці випуску глядачі рятують від вибування одного з трьох номінантів, потім члени журі (шляхом повторного голосування) рятують другого. Номінант, що залишився знімає костюм і розкриває свою особу, після чого наприкінці випуску виконує пісню на біс (під час виконання з'являються факти про маску та учасника, який зняв її) і залишає проєкт (у четвертому випуску другого сезону номеру на біс не було). Таким чином, з кожним випуском кількість учасників шоу скорочується.

## Виробництво
Виробництвом російської версії шоу займається компанія «ВайТ Медіа» (контролюється Endemol Shine Group). Вона отримала права на формат шоу в корейської компанії MBC.
Ряд костюмів у російській версії запозичені з іноземних локалізацій, деякі костюми вигадані самостійно (наприклад, Павук, Слон, Робот, Хмара в першому сезоні; Білий Орел, Змія, Крокодил, Чорна Пантера в другому сезоні).

## Сезони
| Сезон | Прем'єра   | Фінал      | Переможець                                       | 2 місце                                          | 3 місце                     | 4 місце                                                   | Ведучий           | Журі              | Журі    | Журі           | Журі             | Журі           |
| Сезон | Прем'єра   | Фінал      | Переможець                                       | 2 місце                                          | 3 місце                     | 4 місце                                                   | Ведучий           | 1                 | 2       | 3              | 4                | 5              |
| ----- | ---------- | ---------- | ------------------------------------------------ | ------------------------------------------------ | --------------------------- | --------------------------------------------------------- | ----------------- | ----------------- | ------- | -------------- | ---------------- | -------------- |
| 1     | 1.03.2020  | 26.04.2020 | Анатолій Цой (Лев)                               | Каріна Кокс (Вовк)                               | Лариса Доліна (Олень)       | Анна Плетньова (Папуга)                                   | В'ячеслав Макаров | Гарік Мартиросян  | Валерія | Філіп Кіркоров | Регіна Тодоренко | Тимур Родрігез |
| 2     | 14.02.2021 | 2.05.2021  | Jony (Крокодил)                                  | Юсіф Ейвазов (Лама)                              | Юлія Паршута (Змія)         | Тимур Батрутдінов (Заєць)                                 | В'ячеслав Макаров | Олександр Ревва   | Валерія | Філіп Кіркоров | Регіна Тодоренко | Тимур Родрігез |
| 3     | 13.02.2022 | 1.05.2022  | Ільдар Абдразаков (Дракон)                       | Марія Зайцева (Анубіс)                           | Олексій Воробйов (Монстрик) | Алсу (Бджола)                                             | В'ячеслав Макаров | Тимур Батрутдінов | Валерія | Філіп Кіркоров | Регіна Тодоренко | Тимур Родрігез |
| 4     | 12.02.2023 | 30.04.2023 | Діма Білан (Мамонтеня) Сергій Лазарев (Скорпіон) | Діма Білан (Мамонтеня) Сергій Лазарев (Скорпіон) | Лада Денс (Пудель)          | Ельчин Азізов (Мандрил)                                   | В'ячеслав Макаров | Олексій Воробйов  | Валерія | Філіп Кіркоров | Регіна Тодоренко | Тимур Родрігез |
| 5     | 18.02.2024 | 5.05.2024  | Seville (Єнот)                                   | Ані Лорак (Кіт)                                  | Люся Чеботіна (Метелик)     | Андрій Аверін, Зураб Матуа, Дмитро Сорокін (Змій Горинич) | В'ячеслав Макаров | Гість             | Валерія | Філіп Кіркоров | Регіна Тодоренко | Тимур Родрігез |
| 6     | 9.02.2025  | 27.04.2025 | Олександр Панайотов (Вождь)                      | MONA (Далматин)                                  | Олексій Гоман (Сокіл)       | Жан Мілімеров (Боксер)                                    | В'ячеслав Макаров | Стас Костюшкін    | Валерія | Філіп Кіркоров | Регіна Тодоренко | Тимур Родрігез |

## Перший сезон

### Учасники
| Персонаж        | Знаменитість        | Професія    | Випуски | Випуски | Випуски | Випуски | Випуски | Випуски | Випуски | Випуски | Випуски |  |
| Персонаж        | Знаменитість        | Професія    | 1       | 2       | 3       | 4       | 5       | 6       | 7       | 8       | 9       |  |
| --------------- | ------------------- | ----------- | ------- | ------- | ------- | ------- | ------- | ------- | ------- | ------- | ------- |  |
| Лев             | Анатолій Цой        | співак      |         |         |         |         |         |         |         |         |         |  |
| Вовк            | Каріна Кокс         | співачка    |         |         |         |         |         |         |         |         |         |  |
| Олень           | Лариса Доліна       | співачка    |         |         |         |         |         |         |         |         |         |  |
| Папуга          | Анна Плетньова      | співачка    |         |         |         |         |         |         |         |         |         |  |
| Панда           | Влад Топалов        | співак      |         |         |         |         |         |         |         |         |         |  |
| Яйце            | Антон Лірник        | юморист     |         |         |         |         |         |         |         |         |         |  |
| Хмара           | Світлана Мастеркова | спортсменка |         |         |         |         |         |         |         |         |         |  |
| Павук           | Олена Катіна        | співачка    |         |         |         |         |         |         |         |         |         |  |
| Робот           | Оксана Федорова     | телеведуча  |         |         |         |         |         |         |         |         |         |  |
| Слон            | Олексій Глизін      | співак      |         |         |         |         |         |         |         |         |         |  |
| Морозиво        | Стас Костюшкін      | співак      |         |         |         |         |         |         |         |         |         |  |
| Хамелеон        | Вадим Такменев      | телеведучий |         |         |         |         |         |         |         |         |         |  |
|                 |                     |             |         |         |         |         |         |         |         |         |         |  |
| Динозавр        | Сергій Лазарев      | співак      |         |         |         |         |         |         |         |         |         |  |
| Людина-Дзеркало | Наталія Гулькіна    | співачка    |         |         |         |         |         |         |         |         |         |  |
| Зайко           | Юліанна Караулова   | співачка    |         |         |         |         |         |         |         |         |         |  |
| Левеня          | Олександр Шоуа      | співак      |         |         |         |         |         |         |         |         |         |  |

### Перший випуск
| №  | Персонаж | Пісня                               | Результат                    | Особистість    |
| -- | -------- | ----------------------------------- | ---------------------------- | -------------- |
| 1  | Морозиво | Валерій Леонтьєв — «Зелёный свет»   | Врятований голосуванням журі | не розкрита    |
| 2  | Лев      | Sia — «Chandelier»                  | Залишився в шоу              | не розкрита    |
| 3  | Павук    | Чичеріна — «Ту-лу-ла»               | Кращий в групі               | не розкрита    |
| 4  | Слон     | Валерій Сюткін — «Я — то,что надо»  | Залишився в шоу              | не розкрита    |
|    |          |                                     |                              |                |
| 5  | Яйце     | Вєрка Сердючка — «Всё будет хорошо» | Залишився в шоу              | не розкрита    |
| 6  | Робот    | «Хабанера» з опери «Кармен»         | Врятований глядачами         | не розкрита    |
| 7  | Папуга   | Kaoma — «Lambada»                   | Залишився в шоу              | не розкрита    |
| 8  | Олень    | Максим Фадєєв — «Танцы на стёклах»  | Кращий в групі               | не розкрита    |
|    |          |                                     |                              |                |
| 9  | Хмара    | Лоліта — «На Титанике»              | Залишився в шоу              | не розкрита    |
| 10 | Панда    | Ed Sheeran — «Perfect»              | Кращий в групі               | не розкрита    |
| 11 | Хамелеон | Артур Пирожков — «Зацепила»         | Вибув з шоу                  | Вадим Такменев |
| 12 | Вовк     | Tom Jones — «Sex Bomb»              | Залишився в шоу              | не розкрита    |

### Другий випуск
| №  | Персонаж | Пісня                                      | Результат                    | Особистість    |
| -- | -------- | ------------------------------------------ | ---------------------------- | -------------- |
| 1  | Папуга   | IOWA — «Улыбайся»                          | Залишився в шоу              | не розкрита    |
| 2  | Робот    | Лайма Вайкуле — «Я вышла на Пикадилли»     | Врятований голосуванням журі | не розкрита    |
| 3  | Панда    | Madcon — «Beggin»                          | Залишився в шоу              | не розкрита    |
| 4  | Павук    | Lana Del Rey — «Young and Beautiful»       | Кращий в групі               | не розкрита    |
|    |          |                                            |                              |                |
| 5  | Яйце     | Дискотека Аварія — «Песня про яйца»        | Врятований глядачами         | не розкрита    |
| 6  | Олень    | Rag'n'bone Man — «Human»                   | Кращий в групі               | не розкрита    |
| 7  | Слон     | Sia — «Cheap Thrills»                      | Залишився в шоу              | не розкрита    |
| 8  | Вовк     | Поліна Гагаріна — Я тебе не прощу никогда» | Залишився в шоу              | не розкрита    |
|    |          |                                            |                              |                |
| 9  | Хмара    | Олена Ваєнга — «Курю»                      | Залишився в шоу              | не розкрита    |
| 10 | Морозиво | Олег Анофрієв — «Есть только миг»          | Вибув з шоу                  | Стас Костюшкін |
| 11 | Лев      | MARUV & BOOSIN — «Drunk Groove»            | Кращий в групі               | не розкрита    |

### Третій випуск
| №  | Персонаж | Пісня                                         | Результат                    | Особистість    |
| -- | -------- | --------------------------------------------- | ---------------------------- | -------------- |
| 1  | Хмара    | Надія Кадишева — «Широка река»                | Залишився в шоу              | не розкрита    |
| 2  | Павук    | IOWA — «Маршрутка»                            | Залишився в шоу              | не розкрита    |
| 3  | Слон     | Моральний кодекс — Первый снег»               | Вибув з шоу                  | Олексій Глизін |
| 4  | Вовк     | Tones and I — «Dance Monkey»                  | Кращий в групі               | не розкрита    |
|    |          |                                               |                              |                |
| 5  | Панда    | Леонід Агутін — «Остров»                      | Кращий в групі               | не розкрита    |
| 6  | Папуга   | Little Big — «Go Bananas»                     | Залишився в шоу              | не розкрита    |
| 7  | Яйце     | Муслім Магомаєв — «Луч солнца золотого»       | Врятований глядачами         | не розкрита    |
|    |          |                                               |                              |                |
| 8  | Робот    | Domenico Modugno — «Volare»                   | Врятований голосуванням журі | не розкрита    |
| 9  | Лев      | Ігор Ніколаєв — «Там нет меня»                | Кращий в групі               | не розкрита    |
| 10 | Олень    | «Il dolce suono» з опери «Лючія ді Ламмермур» | Залишився в шоу              | не розкрита    |

### Четвертий випуск
| № | Персонаж | Пісня                                       | Результат                    | Особистість     |
| - | -------- | ------------------------------------------- | ---------------------------- | --------------- |
| 1 | Яйце     | Гарік Сукачов — Моя бабушка курит трубку»   | Врятований голосуванням журі | не розкрита     |
| 2 | Павук    | Lady Gaga — «Poker Face»                    | Залишився в шоу              | не розкрита     |
| 3 | Вовк     | Маша Распутіна — «Отпустите меня в Гималаи» | Кращий в групі               | не розкрита     |
|   |          |                                             |                              |                 |
| 4 | Папуга   | Алла Пугачова — «Айсберг»                   | Кращий в групі               | не розкрита     |
| 5 | Лев      | Linkin Park — «Numb»                        | Залишився в шоу              | не розкрита     |
| 6 | Хмара    | Наталія Ветлицька — «Посмотри в глаза»      | Врятований глядачами         | не розкрита     |
|   |          |                                             |                              |                 |
| 7 | Робот    | Ленінград — «Экспонат»                      | Вибув з шоу                  | Оксана Федорова |
| 8 | Олень    | Микола Носков — «Снег»                      | Залишився в шоу              | не розкрита     |
| 9 | Панда    | The Baseballs — «Umbrella (Rihanna cover)»  | Кращий в групі               | не розкрита     |

### П'ятий випуск
| № | Персонаж | Пісня                                 | Результат                             | Особистість  |
| - | -------- | ------------------------------------- | ------------------------------------- | ------------ |
| 1 | Хмара    | Блистящие — «А я все летала»          | Врятований голосуванням журі          | не розкрита  |
| 2 | Олень    | Vacuum — «I Breathe»                  | Кращий в дуелі                        | не розкрита  |
|   |          |                                       |                                       |              |
| 3 | Яйце     | Філіп Кіркоров — «Мышь»               | Кращий в дуелі                        | не розкрита  |
| 4 | Павук    | Земфіра — «Лондон»                    | Вибув з шоу                           | Олена Катіна |
|   |          |                                       |                                       |              |
| 5 | Папуга   | George Michael — «Freedom»            | Кращий в дуелі                        | не розкрита  |
| 6 | Панда    | ДДТ — «Это всё...»                    | Врятований колективним рішенням журі  | не розкрита  |
|   |          |                                       |                                       |              |
| 7 | Вовк     | Radiohead — «Creep»                   | Ніхто не став номінантом на розкриття | не розкрита  |
| 8 | Лев      | Алла Пугачова — «Позови меня с собою» | Ніхто не став номінантом на розкриття | не розкрита  |

### Шостий випуск
| № | Персонаж | Пісня                                       | Результат                            | Особистість         |
| - | -------- | ------------------------------------------- | ------------------------------------ | ------------------- |
| 1 | Панда    | Luis Fonsi feat. Daddy Yankee — «Despacito» | Кращий в дуелі                       | не розкрита         |
| 2 | Вовк     | Валерій Меладзе — «Самба белого мотылька»   | Врятований колективним рішенням журі | не розкрита         |
|   |          |                                             |                                      |                     |
| 3 | Папуга   | Валерія — «Часики»                          | Кращий в дуелі                       | не розкрита         |
| 4 | Яйце     | Bill Withers — «ain't No Sunshine»          | Врятований голосуванням журі         | не розкрита         |
|   |          |                                             |                                      |                     |
| 5 | Хмара    | Nat King Cole — «Quizás, quizás, quizás»    | Вибув з шоу                          | Світлана Мастеркова |
| 6 | Лев      | James Brown — «I Got You (I Feel Good)»     | Кращий в групі                       | не розкрита         |
| 7 | Олень    | Володимир Пресняков — «Замок из дождя»      | Кращий в групі                       | не розкрита         |

### Сьомий випуск
| № | Персонаж        | Пісня                                                                | Результат                          | Особистість      |
| - | --------------- | -------------------------------------------------------------------- | ---------------------------------- | ---------------- |
| 1 | Динозавр        | Філіп Кіркоров ― «Жестокая любовь»                                   | Спеціальний гість                  | Сергій Лазарєв   |
|   |                 |                                                                      |                                    |                  |
| 2 | Олень           | The Rasmus ― «In the Shadows»                                        | Кращий в дуелі                     | не розкрита      |
| 3 | Панда           | Григорій Лепс ― «Рюмка водки на столе»                               | Врятований опитуванню телеглядачів | не розкрита      |
|   |                 |                                                                      |                                    |                  |
| 4 | Яйце            | Андрій Губін ― «Танцы»                                               | Вибув із шоу                       | Антон Лірник     |
| 5 | Вовк            | Naughty Boy feat. Бейонсе, Arrow Benjamin ― «Runnin" (Lose It All) » | Кращий в дуелі                     | не розкрита      |
|   |                 |                                                                      |                                    |                  |
| 6 | Людина-дзеркало | ВИА Гра ― «Бриллианты»                                               | Спеціальний гість                  | Наталія Гулькіна |
|   |                 |                                                                      |                                    |                  |
| 7 | Лев             | Земфіра ― «Блюз»                                                     | Врятований голосуванням жюрі       | не розкрита      |
| 8 | Папуга          | Філіп Кіркоров ― «Марина»                                            | Кращий в дуелі                     | не розкрита      |

### Восьмий випуск
| № | Персонаж | Пісня                                               | Результат                   | особистість       |
| - | -------- | --------------------------------------------------- | --------------------------- | ----------------- |
| 1 | Зайко    | ВІА Гра і Валерій Меладзе - «Притяженья больше нет» | Спеціальний гість           | Юліанна Караулова |
|   |          |                                                     |                             |                   |
| 2 | Панда    | Леонід Агутін, Tomas N'evergreen - «Ай-ай-ай»       | Вибув з шоу                 | Влад Топалов      |
| 3 | Папуга   | Джо Дассен - «Les Champs-Élysées»                   | Кращий в групі              | не розкрита       |
| 4 | Вовк     | Алла Пугачова - «Делу время»                        | Кращий в групі              | не розкрита       |
|   |          |                                                     |                             |                   |
| 5 | Левеня   | Земляне - «Трава у дома»                            | Спеціальний гість           | Олександр Шоуа    |
|   |          |                                                     |                             |                   |
| 6 | Олень    | t.A.T.u. - «Нас не догонят»                         | Врятовано голосуванням журі | не розкрита       |
| 7 | Лев      | Джо Кокер - «Unchain My Heart (Ray Charles cover)»  | Кращий в дуелі              | не розкрита       |

### Дев'ятий випуск
| №           | Персонаж | Пісня                                            | Результат                | Особистість     |
| ----------- | -------- | ------------------------------------------------ | ------------------------ | --------------- |
| Перший етап |          |                                                  |                          |                 |
| 1           | Папуга   | The Bangles - «Eternal Flame»                    | Четверте місце           | Ганна Плетньова |
| 2           | Лев      | Ніна Сімон - «Feeling Good»                      | пройшов до другого етапу | не розкрита     |
| 3           | Вовк     | «Вылетай на крыльях ветру» з опери «Князь Игорь» | пройшов до другого етапу | не розкрита     |
| 4           | Олень    | Jamiroquai - «Cosmic Girl»                       | пройшов до другого етапу | не розкрита     |
| Другий етап |          |                                                  |                          |                 |
| 1           | Олень    | Анна Герман - «Эхо любви»                        | Третє місце              | Лариса Доліна   |
| 2           | Вовк     | Вітні Г'юстон - «Queen of the Night»             | Друге місце              | Каріна Кокс     |
| 3           | Лев      | А'Студіо - «Нелюбимая»                           | Переможець               | Анатолій Цой    |

## Новорічний випуск (31 грудня 2020)
| №  | Персонаж            | Пісня | Результат  | Особистість        |
| -- | ------------------- | --- | ---------- | ------------------ |
| 1  | Сніговик            | Гриби — «Тает лёд»                                                                                                  | не вгадан  | Микола Басков      |
| 2  | Сніжинка            | Gipsy Kings — «Bamboleo»                                                                                            | вгадан     | Зара               |
| 3  | Щелкунчик           | Муслім Магомаєв — «Свадьба»                                                                                         | вгадан     | Ігор Ніколаєв      |
| 4  | Мишка на півночі    | Руки Вверх! — «Алёшка»                                                                                              | вгадан     | Олексій Ягудин     |
| 5  | Подарунок           | Любов Орлова — «Журчат ручьи»                                                                                       | не вгадана | Лоліта             |
| 6  | Пряник              | Джо Дассен — «Salut»                                                                                                | не вгадан  | Ігор Крутой        |
| 7  | Кішка               | Пауліна Андрєєва — «Оттепель»                                                                                       | не вгадана | Крістіна Орбакайте |
| 8  | Оселедець під шубою | Людмила Гурченко — «Пять минут»                                                                                     | не вгадана | Лера Кудрявцева    |
| 9  | Шампанське          | Оперета «Принцеса цирку» — «Ария Мистера Икс», Філіп Кіркоров — «Цвет настроения синий», Віктор Цой — «Видели ночь» | не вгадан  | Олексій Воробйов   |
| 10 | Король              | Гости из будущего — «Беги от меня»                                                                                  | вгадан     | Олексій Чумаков    |
| 10 | Королева            | Гости из будущего — «Беги от меня»                                                                                  | вгадан     | Юлія Ковальчук     |

## Другий сезон

### Учасники
| Персонаж       | Знаменитість      | Професія             | Випуски | Випуски | Випуски | Випуски | Випуски | Випуски | Випуски | Випуски | Випуски | Випуски | Випуски | Випуски |
| Персонаж       | Знаменитість      | Професія             | 1       | 2       | 3       | 4       | 5       | 6       | 7       | 8       | 9       | 10      | 11      | 12      |
| -------------- | ----------------- | -------------------- | ------- | ------- | ------- | ------- | ------- | ------- | ------- | ------- | ------- | ------- | ------- | ------- |
| Крокодил       | Jony              | співак               |         |         |         |         |         |         |         |         |         |         |         |         |
| Лама           | Юсіф Ейвазов      | співак               |         |         |         |         |         |         |         |         |         |         |         |         |
| Змія           | Юлія Паршута      | співачка             |         |         |         |         |         |         |         |         |         |         |         |         |
| Заєць          | Тимур Батрутдінов | гуморист             |         |         |         |         |         |         |         |         |         |         |         |         |
| Неваляшка      | Стас П'єха        | співак               |         |         |         |         |         |         |         |         |         |         |         |         |
| Носоріг        | Кирило Туриченко  | співак               |         |         |         |         |         |         |         |         |         |         |         |         |
| Білий Орел     | Марк Тишман       | співак               |         |         |         |         |         |         |         |         |         |         |         |         |
| Єдиноріг       | Ірина Дубцова     | співачка             |         |         |         |         |         |         |         |         |         |         |         |         |
| Сонце          | Марина Кравець    | юмористка            |         |         |         |         |         |         |         |         |         |         |         |         |
| Рожева пантера | Ольга Бузова      | спивачка, телеведуча |         |         |         |         |         |         |         |         |         |         |         |         |
| Банан          | Юрій Стоянов      | актор                |         |         |         |         |         |         |         |         |         |         |         |         |
| Пінгвін        | Азіза             | співачка             |         |         |         |         |         |         |         |         |         |         |         |         |
| Ананас         | Йосип Пригожин    | продюсер             |         |         |         |         |         |         |         |         |         |         |         |         |
| Чорна пантера  | Світлана Хоркіна  | спортсменка          |         |         |         |         |         |         |         |         |         |         |         |         |
|                |                   |                      |         |         |         |         |         |         |         |         |         |         |         |         |
| Султан         | Бедрос Кіркоров   | співак               |         |         |         |         |         |         |         |         |         |         |         |         |
| Слоник         | Глюкоза           | співачка             |         |         |         |         |         |         |         |         |         |         |         |         |
| Крокодил Гена  | Сергій Пенкін     | співак               |         |         |         |         |         |         |         |         |         |         |         |         |
| Ведмедик       | Евеліна Бльоданс  | акторка              |         |         |         |         |         |         |         |         |         |         |         |         |

### Перший випуск
| №  | Персонаж       | Пісня                                         | Результат                        | Особистість |
| -- | -------------- | --------------------------------------------- | -------------------------------- | ----------- |
| 1  | Носоріг        | Микола Носков — «Паранойя»                    | Залишився в шоу                  | не розкрита |
| 2  | Пінгвін        | Селін Діон — «My heart will go on»            | Залишився в шоу                  | не розкрита |
| 3  | Банан          | Ляпіс Трубецкой — «Яблони»                    | Врятований голосуванням журі     | не розкрита |
| 4  | Сонце          | Felix Jaehn — «Ain’t nobody»                  | Кращий в групі                   | не розкрита |
| 5  | Чорна пантера  | Вінтаж — «Плохая девочка»                     | Залишився в шоу                  | не розкрита |
|    |                |                                               |                                  |             |
| 6  | Єдиноріг       | Evanescence — «Bring me back to life»         | Кращий в групі                   | не розкрита |
| 7  | Ананас         | Африк Симон — «Hafanana»                      | Врятований голосуванням журі     | не розкрита |
| 8  | Лама           | Олександр Сєров — «Я люблю тебя до слёз»      | Залишився в шоу                  | не розкрита |
| 9  | Рожева пантера | Дженніфер Лопес — «Let’s get loud»            | Залишився в шоу                  | не розкрита |
| 10 | Заєць          | Мумій Тролль — «Невеста»                      | Залишився в шоу                  | не розкрита |
|    |                |                                               |                                  |             |
| 11 | Змія           | Рамштайн — «Du hast»                          | Кращий в групі                   | не розкрита |
| 12 | Неваляшка      | Руки Вверх! — «18 мне уже»                    | Врятований голосуванням глядачів | не розкрита |
| 13 | Білий орел     | Білий орел — «Как упоительны в России вечера» | Залишився в шоу                  | не розкрита |
| 14 | Крокодил       | Лу Бега — «Mambo №5»                          | Залишився в шоу                  | не розкрита |

### Другий випуск
| №  | Персонаж       | Пісня                                 | Результая                        | Особистість      |
| -- | -------------- | ------------------------------------- | -------------------------------- | ---------------- |
| 1  | Єдиноріг       | Artik & Asti — «Под гипнозом»         | Залишився в шоу                  | не розкрита      |
| 2  | Ананас         | Микола Носков — «Я тебя люблю»        | Залишився в шоу                  | не розкрита      |
| 3  | Лама           | Рікі Мартін — «Livin la vida loca     | Залишився в шоу                  | не розкрита      |
| 4  | Пінгвін        | Микита Михалков ― «Я шагаю по Москве» | Врятований голосуванням журі     | не розкрита      |
| 5  | Крокодил       | Лучіо Далла — «Caruso»                | Кращий в групі                   | не розкрита      |
|    |                |                                       |                                  |                  |
| 6  | Банан          | Френк Сінатра — «Sway»                | Залишився в шоу                  | не розкрита      |
| 7  | Рожева пантера | Наталія Власова — «Я у твоих ног»     | Врятований голосуванням глядачів | не розкрита      |
| 8  | Носоріг        | Гару — «Belle»                        | Залишився в шоу                  | не розкрита      |
| 9  | Білий орел     | Макс Барських — «Неземная»            | Залишився в шоу                  | не розкрита      |
| 10 | Неваляшка      | Адель — «Skyfall»                     | Кращий в групі                   | не розкрита      |
|    |                |                                       |                                  |                  |
| 11 | Сонце          | Alekseev — «Пьяное солнце»            | Залишився в шоу                  | не розкрита      |
| 12 | Чорна пантера  | Глюкоза — «Снег идёт»                 | Покинула шоу                     | Світлана Хоркіна |
| 13 | Заєць          | NILETTO — «Любимка»                   | Залишився в шоу                  | не розкрита      |
| 14 | Змія           | Аріана Ґранде — «7 rings»             | Кращий в групі                   | не розкрита      |

### Третій випуск
| №  | Персонаж       | Пісня                                      | Результат                        | Особистість    |
| -- | -------------- | ------------------------------------------ | -------------------------------- | -------------- |
| 1  | Білий орел     | Філіп Кіркоров — «Полетели»                | Залишився в шоу                  | не розкрита    |
| 2  | Ананас         | Каміла Кабельйо — «Havana»                 | Покинув шоу                      | Йосип Пригожин |
| 3  | Пінгвін        | Mecano — «Hijo de la Luna»                 | Залишився в шоу                  | не розкрита    |
| 4  | Крокодил       | Монатік — «Кружит»                         | Кращий в групі                   | не розкрита    |
| 5  | Рожева пантера | Селена Гомес — «Love you like a love song» | Залишився в шоу                  | не розкрита    |
|    |                |                                            |                                  |                |
| 6  | Банан          | «Секрет» — «Я люблю буги-вуги»             | Залишився в шоу                  | не розкрита    |
| 7  | Єдиноріг       | Вітні Г'юстон — «Run to you»               | Врятований голосуванням журі     | не розкрита    |
| 8  | Лама           | Валерій Леонтьєв — «Куда уехал цирк?»      | Залишився в шоу                  | не розкрита    |
| 9  | Заєць          | Леонід Агутін & Анжеліка Варум — «Февраль» | Кращий в групі                   | не розкрита    |
|    |                |                                            |                                  |                |
| 10 | Сонце          | Світлана Лобода — «Суперзвезда»            | Врятований голосуванням глядачів | не розкрита    |
| 11 | Носоріг        | Максим Фадєєв — «Беги по небу»             | Залишився в шоу                  | не розкрита    |
| 12 | Змія           | Шура — «Ты не верь слезам»                 | Залишився в шоу                  | не розкрита    |
| 13 | Неваляшка      | Нюша — «Наедине»                           | Кращий в групі                   | не розкрита    |

### Четвертий випуск
| №  | Персонаж       | Пісня                                     | Результат                        | Особистість |
| -- | -------------- | ----------------------------------------- | -------------------------------- | ----------- |
| 1  | Носоріг        | Maroon 5 — «This Love»                    | Залишився в шоу                  | не розкрита |
| 2  | Рожева пантера | Serebro — «Mi mi mi»                      | Врятована голосуванням журі      | не розкрита |
| 3  | Крокодил       | Володимир Пресняков — «Странник»          | Залишився в шоу                  | не розкрита |
| 4  | Єдиноріг       | Наталі — «О, боже, какой мужчина»         | Кращий в групі                   | не розкрита |
|    |                |                                           |                                  |             |
| 5  | Заєць          | Максим Фадєєв — «Лети за мною»            | Залишився в шоу                  | не розкрита |
| 6  | Банан          | Софія Ротару — «Белая зима                | Врятований голосуванням глядачів | не розкрита |
| 7  | Змія           | Ріта Дакота — «Полчеловека»               | Залишився в шоу                  | не розкрита |
| 8  | Білий орел     | Mika — «Relax, Take It Easy»              | Кращий в групі                   | не розкрита |
|    |                |                                           |                                  |             |
| 9  | Пінгвін        | Марина Девятова — «Ах, мамочка...»        | Покинув шоу                      | Азіза       |
| 10 | Сонце          | Майлі Сайрус — «Wrecking Ball»            | Залишився в шоу                  | не розкрита |
| 11 | Лама           | «Руські» — «Ну и что»                     | Залишився в шоу                  | не розкрита |
| 12 | Неваляшка      | Луї Армстронг — « What a Wonderful World» | Кращий в групі                   | не розкрита |

### П'ятий випуск
| №  | Персонаж       | Пісня                                      | Результат                        | Особистість  |
| -- | -------------- | ------------------------------------------ | -------------------------------- | ------------ |
| 1  | Банан          | Антоніо Бандерас — «Canción del Mariachi»  | Покинув шоу                      | Юрій Стоянов |
| 2  | Рожева пантера | Zivert — «Зелёные волны»                   | Залишився в шоу                  | не розкрита  |
| 3  | Носоріг        | Софія Ротару — «Небо — это я»              | Залишився в шоу                  | не розкрита  |
| 4  | Неваляшка      | Рей Паркер-молодший — «Ghostbusters»       | Кращий в групі                   | не розкрита  |
|    |                |                                            |                                  |              |
| 5  | Білий орел     | «Леприконси» — «Девчонки полюбили не меня» | Врятований голосуванням глядачів | не розкрита  |
| 6  | Сонце          | Поліна Гагаріна — «Шагай»                  | Залишився в шоу                  | не розкрита  |
| 7  | Заєць          | Стінг — «Shape of My Heart»                | Кращий в групі                   | не розкрита  |
| 8  | Єдиноріг       | Брітні Спірс — «...Baby One More Time»     | Залишився в шоу                  | не розкрита  |
|    |                |                                            |                                  |              |
| 9  | Крокодил       | Jamiroquai — «Virtual Insanity»            | Залишився в шоу                  | не розкрита  |
| 10 | Змія           | «ВІА Гра» — «Цветок и нож»                 | Врятований голосуванням журі     | не розкрита  |
| 11 | Лама           | Джош Гробан — «You Raise Me Up»            | Кращий в групі                   | не розкрита  |

### Шостий випуск
| №  | Персонаж       | Пісня                                          | Результат                           | Особистість  |
| -- | -------------- | ---------------------------------------------- | ----------------------------------- | ------------ |
| 1  | Рожева пантера | «Aqua» — «Barbie Girl»                         | Покинув шоу                         | Ольга Бузова |
| 2  | Лама           | Діма Білан — «Я просто люблю тебя»             | Залишився в шоу                     | не розкрита  |
| 3  | Білий орел     | Кончіта Вурст — «Rise Like a Phoenix»          | Залишився в шоу                     | не розкрита  |
| 4  | Єдиноріг       | Jony — «Комета»                                | Кращий в групі                      | не розкрита  |
|    |                |                                                |                                     |              |
| 5  | Носоріг        | Арія — «Улица роз»                             | Врятований опитуванням телеглядачів | не розкрита  |
| 6  | Заєць          | Иванушки International — «Тучи»                | Кращий в групі                      | не розкрита  |
| 7  | Змія           | Pink feat. Нейт Рюсс — «Just Give Me a Reason» | Залишився в шоу                     | не розкрита  |
|    |                |                                                |                                     |              |
| 8  | Неваляшка      | Леонід Агутін — «Летний дождь»                 | Залишився в шоу                     | не розкрита  |
| 9  | Сонце          | ZAZ — «Je veux»                                | Врятований голосуванням журі        | не розкрита  |
| 10 | Крокодил       | «Нерви» — «Кофе — мой друг»                    | Кращий в групі                      | не розкрита  |

### Сьомий випуск
| № | Персонаж   | Пісня                                  | Результат                        | Особистість    |
| - | ---------- | -------------------------------------- | -------------------------------- | -------------- |
| 1 | Білий орел | Артур Пірожков — «Плачь, детка»        | Залишився в шоу                  | не розкрита    |
| 2 | Сонце      | Ані Лорак — «Солнце»                   | Покинув шоу                      | Марина Кравець |
| 3 | Неваляшка  | Reamonn — «Supergirl»                  | Кращий в групі                   | не розкрита    |
|   |            |                                        |                                  |                |
| 4 | Єдиноріг   | Кеті Перрі — «I kissed a girl»         | Врятований голосуванням журі     | не розкрита    |
| 5 | Носоріг    | Лара Фабіан — «Adagio»                 | Кращий в групі                   | не розкрита    |
| 6 | Крокодил   | Леонід Агутін — «Хоп хей лала-лей»     | Залишився в шоу                  | не розкрита    |
|   |            |                                        |                                  |                |
| 7 | Змія       | Валерій Меладзе — «Я не могу без тебя» | Врятований голосуванням глядачів | не розкрита    |
| 8 | Заєць      | «The Cranberries» — «Zombie»           | Залишився в шоу                  | не розкрита    |
| 9 | Лама       | «Queen»— «Show must go on»             | Кращий в групі                   | не розкрита    |

### Восьмий випуск
| № | Персонаж   | Пісня                                           | Результат                        | Особистість   |
| - | ---------- | ----------------------------------------------- | -------------------------------- | ------------- |
| 1 | Неваляшка  | Надія Кадишева — «Ах, Самара-городок»           | Кращий в дуелі                   | не розкрита   |
| 2 | Єдиноріг   | Лариса Доліна — «Стена»                         | Покинув шоу                      | Ірина Дубцова |
|   |            |                                                 |                                  |               |
| 3 | Білий орел | Гости из будущего — «Ты где-то»                 | Врятований голосуванням журі     | не розкрита   |
| 4 | Змія       | Ірина Аллегрова — «Императрица»                 | Кращий в дуелі                   | не розкрита   |
|   |            |                                                 |                                  |               |
| 5 | Носоріг    | Монатік — «Vitamin D»                           | Кращий в дуелі                   | не розкрита   |
| 6 | Крокодил   | Джеймс Браун — «It’s a Man’s Man’s Man’s World» | Врятований голосуванням глядачів | не розкрита   |
|   |            |                                                 |                                  |               |
| 7 | Лама       | Алла Пугачова — «Любовь, похожая на сон»        | Врятований голосуванням журі     | не розкрита   |
| 8 | Заєць      | PSY — «Gangnam Style»                           | Кращий в дуелі                   | не розкрита   |

### Дев'ятий випуск
| № | Персонаж   | Пісня                                 | Результат                        | Особистість |
| - | ---------- | ------------------------------------- | -------------------------------- | ----------- |
| 1 | Білий орел | Андрій Губін — «Ночь»                 | Покинув шоу                      | Марк Тишман |
| 2 | Лама       | «Scorpions» — «Still loving you»      | Залишився в шоу                  | не розкрита |
| 3 | Заєць      | Брітні Спірс — «Toxic»                | Кращий в групі                   | не розкрита |
|   |            |                                       |                                  |             |
| 4 | Носоріг    | МакSим — «Мой рай»                    | Врятований голосуванням глядачів | не розкрита |
| 5 | Змія       | Крістіна Агілера — «Fighter»          | Кращий в дуелі                   | не розкрита |
|   |            |                                       |                                  |             |
| 6 | Неваляшка  | «Hi-Fi» — «Глупые люди»               | Врятований голосуванням журі     | не розкрита |
| 7 | Крокодил   | Адам Ламберт — «Whataya want from me» | Кращий в дуелі                   | не розкрита |

### Десятий випуск
| № | Персонаж  | Пісня                                      | Результат                        | Особистість      |
| - | --------- | ------------------------------------------ | -------------------------------- | ---------------- |
| 1 | Султан    | Юрій Нікулін — «Если б я был султан»       | Спеціальний гість                | Бедрос Кіркоров  |
|   |           |                                            |                                  |                  |
| 2 | Неваляшка | Леді Гага — «Bad Romance»                  | Кращий в дуелі                   | не розкрита      |
| 3 | Лама      | Олександр Градський — «Как молоды мы были» | Врятований голосуванням журі     | не розкрита      |
|   |           |                                            |                                  |                  |
| 4 | Заєць     | O-Zone — «Dragostea din tei»               | Врятований голосуванням глядачів | не розкрита      |
| 5 | Крокодил  | Муслім Магомаєв — «Синяя вечность»         | Кращий в дуелі                   | не розкрита      |
|   |           |                                            |                                  |                  |
| 6 | Слоник    | Cream Soda & Хлеб ― «Плачу на техно»       | Спеціальний гість                | Глюк'OZA         |
|   |           |                                            |                                  |                  |
| 7 | Носоріг   | Філіп Кіркоров ― «Мы так нелепо разошлись» | Покинув шоу                      | Кирило Туриченко |
| 8 | Змія      | Іма Сумак ― «Taki Raki»                    | Кращий в дуелі                   | не раскрыта      |

### Одинадцятий випуск
| № | Персонаж      | Пісня                                              | Результат                    | Особистість      |
| - | ------------- | -------------------------------------------------- | ---------------------------- | ---------------- |
| 1 | Крокодил Гена | «Моральний кодекс» — «До свиданья, мама»           | Спеціальний гість            | Сергій Пєнкін    |
|   |               |                                                    |                              |                  |
| 2 | Неваляшка     | «a-ha» — «Crying in the Rain»                      | Покинув шоу                  | Стас П'єха       |
| 3 | Змія          | IOWA ― «Одно и то же»                              | Кращий в групі               | не розкрита      |
| 4 | Крокодил      | Hozier ― «Take Me to Church»                       | Залишився в шоу              | не розкрита      |
|   |               |                                                    |                              |                  |
| 5 | Ведмедик      | Время и Стекло ― «На стиле»                        | Спеціальний гість            | Евеліна Бльоданс |
|   |               |                                                    |                              |                  |
| 6 | Заєць         | Віктор Цой ― «Кукушка»                             | Врятований голосуванням журі | не розкрита      |
| 7 | Лама          | Грегорі Лемаршаль ― «SOS d'un terrien en detresse» | Кращий в групі               | не розкрита      |

### Фінал
| №           | Персонаж | Пісня                             | Результат                | Особистість       |
| ----------- | -------- | --------------------------------- | ------------------------ | ----------------- |
| Перший етап |          |                                   |                          |                   |
| 1           | Лама     | Філіп Кіркоров ― «Diva»           | пройшов до другого етапу | не розкрита       |
| 2           | Змія     | Scorpions ― «Maybe I maybe you»   | пройшов до другого етапу | не розкрита       |
| 3           | Заєць    | Віктор Салтиков ― «Белая ночь»    | Четверте місце           | Тимур Батрутдінов |
| 4           | Крокодил | Максим Фадєєв & Наргіз ― «Вдвоём» | пройшов до другого етапу | не розкрита       |
| Другий етап |          |                                   |                          |                   |
| 1           | Змія     | Поліна Гагаріна ― «Колыбельная»   | Третє місце              | Юлія Паршута      |
| 2           | Крокодил | Бруно Марс ― «Uptown funk»        | Переможець               | Jony              |
| 3           | Лама     | Марія Каллас ― «Ave Maria»        | Друге місце              | Юсіф Ейвазов      |

## Новорічний випуск (31 грудня 2021)
| №  | Персонаж         | Пісня                                                          | Результат  | Особистість       |
| -- | ---------------- | -------------------------------------------------------------- | ---------- | ----------------- |
| 1  | Білий Тигр       | «A Little Party Never Killed Nobody» ― Ферґі & Q-Tip, GoonRock | не вгадана | Діана Арбеніна    |
| 2  | Ялинкова іграшка | «Игрушка» ― Ірина Аллегрова                                    | не вгадана | Софія Велика      |
| 3  | Ведмідь-Хоккеїст | «We Will Rock You» ― Queen                                     | вгадан     | Олександр Маршал  |
| 4  | Крижинка         | «Young and Beautiful» ― Лана Дель Рей                          | вгадана    | Анжеліка Варум    |
| 5  | Ялинка           | «Надо же» ― Алла Пугачова                                      | вгадана    | Любов Успенська   |
| 6  | Їжачок           | «Туманы» ― Макс Барських                                       | не вгадан  | Михайло Галустян  |
| 7  | Годинник         | «Live is Life» ― Opus                                          | не вгадан  | В'ячеслав Фетисов |
| 8  | Санта-Клаус      | «Don’t Worry, Be Happy» ― Боббі Макферрін                      | не вгадан  | Євген Маргуліс    |
| 9  | Новорічний Заєць | «Были танцы» ― Б'янка                                          | вгадан     | Олександр Олешко  |
| 10 | Мандарин         | «Вечериночка» ― Монатик и Віра Брежнєва                        | вгадан     | Кирило Андреєв    |

## Третій сезон

### Учасники
| Персонаж  | Знаменитість       | Професія | Випуски | Випуски | Випуски | Випуски | Випуски | Випуски | Випуски | Випуски | Випуски | Випуски | Випуски | Випуски |
| Персонаж  | Знаменитість       | Професія | 1       | 2       | 3       | 4       | 5       | 6       | 7       | 8       | 9       | 10      | 11      | 12      |
| --------- | ------------------ | -------- | ------- | ------- | ------- | ------- | ------- | ------- | ------- | ------- | ------- | ------- | ------- | ------- |
| Дракон    | Ільдар Абдразаков  | співак   |         |         |         |         |         |         |         |         |         |         |         |         |
| Анубіс    | Марія Зайцева      | співачка |         |         |         |         |         |         |         |         |         |         |         |         |
| Монстрик  | Олексій Воробйов   | співак   |         |         |         |         |         |         |         |         |         |         |         |         |
| Бджола    | Алсу               | співачка |         |         |         |         |         |         |         |         |         |         |         |         |
| Мухомор   | Євген Дятлов       | актор    |         |         |         |         |         |         |         |         |         |         |         |         |
| Козоріг   | Микита Пресняков   | співак   |         |         |         |         |         |         |         |         |         |         |         |         |
| Пончик    | Ірина Понаровська  | співачка |         |         |         |         |         |         |         |         |         |         |         |         |
| Малюк     | Руслан Алехно      | співак   |         |         |         |         |         |         |         |         |         |         |         |         |
| Леопард   | Марі Краймбрері    | співачка |         |         |         |         |         |         |         |         |         |         |         |         |
| Восьминіг | Наталія Подольська | співачка |         |         |         |         |         |         |         |         |         |         |         |         |
| Джокер    | Наваї Бакіров      | співак   |         |         |         |         |         |         |         |         |         |         |         |         |
| Коня      | Нонна Гришаєва     | актриса  |         |         |         |         |         |         |         |         |         |         |         |         |
| Павич     | Альбіна Джанабаєва | співачка |         |         |         |         |         |         |         |         |         |         |         |         |
| Пес       | Роман Костомаров   | фігурист |         |         |         |         |         |         |         |         |         |         |         |         |
|           |                    |          |         |         |         |         |         |         |         |         |         |         |         |         |
| Бик       | Шура               | співак   |         |         |         |         |         |         |         |         |         |         |         |         |
| Миша      | МакSим             | співачка |         |         |         |         |         |         |         |         |         |         |         |         |
| Ведмедик  | Ігор Саруханов     | співак   |         |         |         |         |         |         |         |         |         |         |         |         |
| Котик     | Аліса Мон          | співачка |         |         |         |         |         |         |         |         |         |         |         |         |

### Перший випуск
| №  | Персонаж  | Пісня                                               | Результат                        | Особистість |
| -- | --------- | --------------------------------------------------- | -------------------------------- | ----------- |
| 1  | Пес       | Baha Men ― «Who Let the Dogs Out»                   | Залишився в шоу                  | не розкрита |
| 2  | Восьминіг | Ольга Бузова ― «Мало половин»                       | Кращий в групі                   | не розкрита |
| 3  | Малюк     | Джастін Бібер ― «Baby»                              | Залишився в шоу                  | не розкрита |
| 4  | Коня      | Gipsy Kings ― «Baila Me»                            | Врятований голосуванням журі     | не розкрита |
| 5  | Мухомор   | Майя Кристалінська ― «А в Подмосковье ловятся лещи» | Залишився в шоу                  | не розкрита |
|    |           |                                                     |                                  |             |
| 6  | Бджола    | RASA ― «Пчеловод»                                   | Залишився в шоу                  | не розкрита |
| 7  | Джокер    | Леприконсы ― «Хали-гали, паратрупер»                | Залишився в шоу                  | не розкрита |
| 8  | Пончик    | Катя Лель ― «Муси-пуси»                             | Врятований голосуванням журі     | не розкрита |
| 9  | Анубіс    | Філіп Кіркоров и Маша Распутіна ― «Роза чайная»     | Залишився в шоу                  | не розкрита |
| 10 | Леопард   | Шакіра ― «Waka Waka (This Time for Africa)»         | Кращий в групі                   | не розкрита |
|    |           |                                                     |                                  |             |
| 11 | Монстрик  | Едіта П'єха ― «Наш сосед»                           | Врятований голосуванням глядачів | не розкрита |
| 12 | Павич     | Вєрка Сердючка ― «Дольче & Габбана»                 | Залишився в шоу                  | не розкрита |
| 13 | Дракон    | Ленінград ―«WWW»                                    | Залишився в шоу                  | не розкрита |
| 14 | Козерог   | Біллі Джоел ― «Uptown Girl»                         | Кращий в групі                   | не розкрита |

### Другий випуск
| №  | Персонаж  | Пісня                                                | Результат                        | Особистість      |
| -- | --------- | ---------------------------------------------------- | -------------------------------- | ---------------- |
| 1  | Мухомор   | Portugal. The Man ― «Feel It Still»                  | Врятований голосуванням журі     | не розкрита      |
| 2  | Леопард   | Валерія ― «Отпусти меня»                             | Залишився в шоу                  | не розкрита      |
| 3  | Пончик    | Ніно Катамадзе ― «Once in the Street»                | Залишився в шоу                  | не розкрита      |
| 4  | Монстрик  | Вітас ― «Опера №2»                                   | Кращий в групі                   | не розкрита      |
| 5  | Джокер    | Філіп Кіркоров ― «Снег»                              | Залишився в шоу                  | не розкрита      |
|    |           |                                                      |                                  |                  |
| 6  | Пес       | Машина времени ― «Мой друг (лучше всех играет блюз)» | Покинув шоу                      | Роман Костомаров |
| 7  | Павич     | Ріанна ― «Diamonds»                                  | Залишився в шоу                  | не розкрита      |
| 8  | Дракон    | Ізабелла Юр'єва ― «Только раз»                       | Залишився в шоу                  | не розкрита      |
| 9  | Анубіс    | Елвіс Преслі ― «Only You»                            | Кращий в групі                   | не розкрита      |
| 10 | Коня      | Чиж & Со ― «О любви»                                 | Залишився в шоу                  | не розкрита      |
|    |           |                                                      |                                  |                  |
| 11 | Малюк     | Скрімін Джей Хокінс ― «I Put a Spell on You»         | Врятований голосуванням глядачів | не розкрита      |
| 12 | Бджола    | Zivert ― «Life»                                      | Залишився в шоу                  | не розкрита      |
| 13 | Козоріг   | Алсу ― «Зимний сон»                                  | Кращий в групі                   | не розкрита      |
| 14 | Восьминіг | Шер ― «Believe»                                      | Залишився в шоу                  | не розкрита      |

### Третій випуск
| №  | Персонаж  | Пісня                                       | Результат                        | Особистість        |
| -- | --------- | ------------------------------------------- | -------------------------------- | ------------------ |
| 1  | Павич     | Алла Пугачова ― «Я тебя поцеловала»         | Покинув шоу                      | Альбіна Джанабаєва |
| 2  | Малюк     | Лоліта ― «Расскажи, как…»                   | Залишився в шоу                  | не розкрита        |
| 3  | Анубіс    | Аліша Кіз ― «Girl on Fire»                  | Кращий в групі                   | не розкрита        |
| 4  | Дракон    | Григорій Лепс ― «Вьюга»                     | Залишився в шоу                  | не розкрита        |
| 5  | Пончик    | Адель ― «Rolling in the Deep»               | Залишився в шоу                  | не розкрита        |
|    |           |                                             |                                  |                    |
| 6  | Монстрик  | Гарик Сукачов ― «Я милого узнаю по походке» | Кращий в групі                   | не розкрита        |
| 7  | Леопард   | Едіт Піаф ― «Padam, padam»                  | Врятований голосуванням глядачів | не розкрита        |
| 8  | Козоріг   | «Лизавета»                                  | Залишився в шоу                  | не раскрыта        |
| 9  | Джокер    | HammAli & Navai ― «Птичка»                  | Залишився в шоу                  | не розкрита        |
|    |           |                                             |                                  |                    |
| 10 | Восьминіг | Гости из будущего ― «Зима в сердце»         | Залишився в шоу                  | не розкрита        |
| 11 | Коня      | Монеточка ― «Крошка»                        | Врятована голосуванням журі      | не розкрита        |
| 12 | Бджола    | Анастейша ― «I'm Outta Love»                | Залишився в шоу                  | не розкрита        |
| 13 | Мухомор   | Енріко Карузо ― «'O sole mio»               | Кращий в групі                   | не розкрита        |

### Четвертий випуск
| №  | Персонаж  | Пісня                                             | Результат                        | Особистість    |
| -- | --------- | ------------------------------------------------- | -------------------------------- | -------------- |
| 1  | Козоріг   | Луї Армстронг ― «Hello, Dolly!»                   | Залишився в шоу                  | не розкрита    |
| 2  | Анубіс    | Діма Білан ― «Не молчи»                           | Залишився в шоу                  | не розкрита    |
| 3  | Восьминіг | Леді Гага ― «Just Dance»                          | Врятований голосуванням глядачів | не розкрита    |
| 4  | Мухомор   | Валерій Меладзе ― «Се ля ви»                      | Кращий в групі                   | не розкрита    |
|    |           |                                                   |                                  |                |
| 5  | Пончик    | Максим Фадєєв ― «Стану ли я счастливей»           | Врятований голосуванням журі     | не розкрита    |
| 6  | Монстрик  | Europe ― «The Final Countdown»                    | Кращий в групі                   | не розкрита    |
| 7  | Леопард   | Б'янка ― «Кеды»                                   | Залишився в шоу                  | не розкрита    |
| 8  | Малюк     | Скетмен Джон ― «Scatman (Ski Ba Bop Ba Dop Bop)»  | Залишився в шоу                  | не розкрита    |
|    |           |                                                   |                                  |                |
| 9  | Коня      | Ендрю Ллойд Веббер ― «The Music of the Night»     | Покинув шоу                      | Нонна Гришаєва |
| 10 | Дракон    | Pink ― «Get the Party Started»                    | Кращий в групі                   | не розкрита    |
| 11 | Джокер    | Максим Фадєєв и Григорій Лепс ― «Орлы или Вороны» | Залишився в шоу                  | не розкрита    |
| 12 | Бджола    | Лінда ― «Отпусти меня»                            | Залишився в шоу                  | не розкрита    |

### П'ятий випуск
| №  | Персонаж  | Пісня                                                                                              | Результат                        | Особистість |
| -- | --------- | -------------------------------------------------------------------------------------------------- | -------------------------------- | ----------- |
| 1  | Монстрик  | Федір Шаляпін ― «Очи чёрные»                                                                       | Залишився в шоу                  | не розкрита |
| 2  | Восьминіг | Поліна Гагаріна ― «Навек»                                                                          | Врятований голосуванням журі     | не розкрита |
| 3  | Козоріг   | Майкл Джексон ― «Thriller»                                                                         | Кращий в групі                   | не розкрита |
| 4  | Бджола    | «Libiamo ne' lieti calici (з опери Джузеппе Верді «Травіата»), «I Love Rock ’n’ Roll» (The Arrows) | Залишився в шоу                  | не розкрита |
|    |           | |                                  |             |
| 5  | Джокер    | Микола Носков ― «Это здорово»                                                                      | Покинув шоу                      | Navai       |
| 6  | Леопард   | Леона Льюїс ― «Bleeding Love»                                                                      | Залишився в шоу                  | не розкрита |
| 7  | Пончик    | Надія Бабкіна ― «Конфетки-бараночки»                                                               | Залишився в шоу                  | не розкрита |
| 8  | Мухомор   | Джо Кокер ― «You Can Leave Your Hat On»                                                            | Кращий в групі                   | не розкрита |
|    |           | |                                  |             |
| 9  | Малюк     | Володимир Пресняков ― «Зурбаган»                                                                   | Врятований голосуванням глядачів | не розкрита |
| 10 | Дракон    | Філіп Кіркоров ― «Единственная»                                                                    | Кращий в групі                   | не розкрита |
| 11 | Анубіс    | Boney M. ― «Sunny»                                                                                 | Залишився в шоу                  | не розкрита |

### Шостий випуск
| №  | Персонаж  | Пісня                                        | Результат                        | Особистість        |
| -- | --------- | -------------------------------------------- | -------------------------------- | ------------------ |
| 1  | Анубіс    | Андрій Губін — «Зима-холода»                 | Залишився в шоу                  | не розкрита        |
| 2  | Мухомор   | Валерій Леонтьєв ― «Я позабыл твоё лицо»     | Кращий в групі                   | не розкрита        |
| 3  | Леопард   | А'Студіо ― «Улетаю»                          | Врятований голосуванням глядачів | не розкрита        |
| 4  | Малюк     | Ерик Кармен ― «All by Myself»                | Залишився в шоу                  | не розкрита        |
|    |           |                                              |                                  |                    |
| 5  | Козоріг   | Леонід Агутін — «На сиреневой луне»          | Залишився в шоу                  | не розкрита        |
| 6  | Восьминіг | Cia — «Alive»                                | Покинув шоу                      | Наталія Подольська |
| 7  | Пончик    | Artik & Asti — «Истеричка»                   | Кращий в групі                   | не розкрита        |
|    |           |                                              |                                  |                    |
| 8  | Монстрик  | Том Джонс ― «She’s a Lady»                   | Кращий в групі                   | не розкрита        |
| 9  | Бджола    | Дімаш Кудайберген —«Любовь уставших лебедей» | Врятований голосуванням журі     | не розкрита        |
| 10 | Дракон    | Біллі Айліш — «Bad Guy»                      | Залишився в шоу                  | не розкрита        |

### Сьомий випуск
| № | Персонаж | Пісня                              | Результат                        | Особистість     |
| - | -------- | ---------------------------------- | -------------------------------- | --------------- |
| 1 | Малюк    | Філіп Кіркоров ― «Огонь и вода»    | Залишився в шоу                  | не розкрита     |
| 2 | Леопард  | Город 312 ― «Останусь»             | Выбыл из шоу                     | Марі Краймбрері |
| 3 | Монстрик | Елвіс Преслі ― «It’s Now or Never» | Кращий в групі                   | не розкрита     |
|   |          |                                    |                                  |                 |
| 4 | Пончик   | Desireless ― «Voyage, Voyage»      | Врятований голосуванням журі     | не розкрита     |
| 5 | Мухомор  | Леонід Агутін ― «Оле-оле»          | Залишився в шоу                  | не розкрита     |
| 6 | Бджола   | Шер ― «Dov’è l’amore»              | Кращий в групі                   | не розкрита     |
|   |          |                                    |                                  |                 |
| 7 | Дракон   | Алессандро Сафіна ― «Luna»         | Кращий в групі                   | не розкрита     |
| 8 | Козоріг  | Кипелов ― «Я свободен!»            | Врятований голосуванням глядачів | не розкрита     |
| 9 | Анубіс   | Джо Кокер ― «You are so beautiful» | Залишився в шоу                  | не розкрита     |

### Восьмий випуск
| № | Персонаж | Песня                                         | Результат                        | Личность      |
| - | -------- | --------------------------------------------- | -------------------------------- | ------------- |
| 1 | Бджола   | The Black Eyed Peas) ― «Let's Get It Started» | Залишився в шоу                  | не розкрита   |
| 2 | Пончик   | Лоліта ― «Пошлю его на...»                    | Врятований голосуванням журі     | не розкрита   |
| 3 | Козоріг  | Imagine Dragons ― «Believer»                  | Кращий в дуелі                   | не розкрита   |
|   |          |                                               |                                  |               |
| 4 | Малюк    | Hi-Fi ― «Не дано»                             | Покинув шоу                      | Руслан Алехно |
| 5 | Мухомор  | Сергій Челобанов ― «О, боже»                  | Залишився в шоу                  | не розкрита   |
| 6 | Анубіс   | Мерая Кері ― «Without You»                    | Кращий в дуелі                   | не розкрита   |
|   |          |                                               |                                  |               |
| 7 | Монстрик | Олексій Глизін ― «Поздний вечер в Сорренто»   | Врятований голосуванням глядачів | не розкрита   |
| 8 | Дракон   | Лара Фабіан ― «Je t’aime»                     | Кращий в дуелі                   | не розкрита   |

### Дев'ятий випуск
| № | Персонаж | Песня                                      | Результат                        | Личность          |
| - | -------- | ------------------------------------------ | -------------------------------- | ----------------- |
| 1 | Мухомор  | Григорій Лепс ― «Самый лучший день»        | Врятований голосуванням глядачів | не розкрита       |
| 2 | Анубіс   | Coolio ― «Gangsta’s Paradise»              | Залишився в шоу                  | не розкрита       |
| 3 | Дракон   | Майя Кристалінська ― «Нежность»            | Кращий в дуелі                   | не розкрита       |
|   |          |                                            |                                  |                   |
| 4 | Монстрик | Валерій Леонтьєв ― «Казанова»              | Кращий в дуелі                   | не розкрита       |
| 5 | Бджола   | Лариса Доліна ― «Не надо слов»             | Врятований голосуванням журі     | не розкрита       |
|   |          |                                            |                                  |                   |
| 6 | Пончик   | Лайма Вайкуле ― «Лёгкой джазовой походкой» | Покинув шоу                      | Ірина Понаровська |
| 7 | Козоріг  | МакSим ― «Знаешь ли ты»                    | Кращий в дуелі                   | не розкрита       |

### Десятий випуск
| № | Персонаж | Песня                                      | Результат                        | Личность          |
| - | -------- | ------------------------------------------ | -------------------------------- | ----------------- |
| 1 | Заєць    | Валерія ― «Нежность моя»                   | Виступ до дня народження Валерії | Тимур Батрутдінов |
|   |          |                                            |                                  |                   |
| 2 | Бик      | Алла Пугачова ― «Мал-помалу»               | Спеціальний гість                | Шура              |
|   |          |                                            |                                  |                   |
| 3 | Монстрик | Олексій Воробйов ― «Сумасшедшая»           | Врятований голосуванням глядачів | не розкрита       |
| 4 | Бджола   | Тіна Тернер ― «GoldenEye»                  | Кращий в дуелі                   | не розкрита       |
|   |          |                                            |                                  |                   |
| 5 | Мухомор  | Микола Носков ― «На меньшее я не согласен» | Врятований голосуванням журі     | не розкрита       |
| 6 | Дракон   | The Police ― «Roxanne»                     | Кращий в дуелі                   | не розкрита       |
|   |          |                                            |                                  |                   |
| 7 | Миша     | Олександр Вертинський ― «Дорогой длинною»  | Спеціальний гість                | МакSим            |
|   |          |                                            |                                  |                   |
| 8 | Козоріг  | Ед Ширан ― «Bad Habits»                    | Покинув шоу                      | Микита Пресняков  |
| 9 | Анубіс   | Алла Пугачова ― «Монолог»                  | Кращий в дуелі                   | не розкрита       |

### Одинадцятий випуск
| № | Персонаж | Песня                            | Результат                    | Личность       |
| - | -------- | -------------------------------- | ---------------------------- | -------------- |
| 1 | Ведмедик | Елджей и Feduk ― «Розовое вино»  | Спеціальний гість            | Ігор Саруханов |
|   |          |                                  |                              |                |
| 2 | Мухомор  | Nickelback ― «How You Remind Me» | Покинув шоу                  | Євген Дятлов   |
| 3 | Монстрик | Бруно Марс ― «Runaway Baby»      | Кращий в дуелі               | не розкрита    |
| 4 | Бджола   | OneRepublic ― «Apologize»        | Кращий в дуелі               | не розкрита    |
|   |          |                                  |                              |                |
| 5 | Котик    | Шарль Азнавур ― «Вечная любовь»  | Спеціальний гість            | Аліса Мон      |
|   |          |                                  |                              |                |
| 6 | Анубіс   | Earth, Wind & Fire ― «Fantasy»   | Врятований голосуванням журі | не розкрита    |
| 7 | Дракон   | Енді Вільямс ― «Parla Piu Piano» | Кращий в дуелі               | не розкрита    |

### Фінал
| №           | Персонаж | Пісня                                                                                           | Результат                | Особистість       |
| ----------- | -------- | ----------------------------------------------------------------------------------------------- | ------------------------ | ----------------- |
| Перший етап |          |                                                                                                 |                          |                   |
| 1           | Бджола   | Філіп Кіркоров ― «Иллюзия»                                                                      | Четверте місце           | Алсу              |
| 2           | Дракон   | Френкі Валлі ― «Can’t Take My Eyes Off You»                                                     | пройшов до другого етапу | не розкрита       |
| 3           | Анубіс   | Ігор Ніколаєв ― «Там нет меня»                                                                  | пройшов до другого етапу | не розкрита       |
| 4           | Монстрик | Юрій Нікулін ― «Постой, паровоз» Queen ― «We Will Rock You» Рікі Мартін ― «Livin’ la Vida Loca» | пройшов до другого етапу | не розкрита       |
| Другий етап |          |                                                                                                 |                          |                   |
| 1           | Монстрик | Queen ― «Bohemian Rhapsody»                                                                     | Третє місце              | Олексій Воробйов  |
| 2           | Анубіс   | LaBelle ― «Lady Marmalade»                                                                      | Друге місце              | Марія Зайцева     |
| 3           | Дракон   | Муслім Магомаєв ― «Мелодия»                                                                     | Переможець               | Ільдар Абдразаков |

## Випуск на честь дня народження Філіпа Кіркорова (30 квітня 2022)
| № | Персонаж         | Пісня                                    | Результат  | Особистість        |
| - | ---------------- | ---------------------------------------- | ---------- | ------------------ |
| 1 | Летюча мишка     | «Мышь» (Філіп Кіркоров)                  | не вгадана | Валерія            |
| 2 | Роза Чайна       | «Жестокая любовь» (Філіп Кіркоров)       | вгадан     | Клава Кока         |
| 3 | Місячний Гість   | «Я не Рафаэль» (Філіп Кіркоров)          | не вгадана | Dava               |
| 4 | Молодий Ангел    | «Сердце в 1000 свечей» (Філіп Кіркоров)  | не вгадана | Олеся Судзіловська |
| 5 | Вогонь           | «Цвет настроения синий» (Філіп Кіркоров) | не вгадана | Наталія Гордієнко  |
| 6 | «Філіп Кіркоров» | «Зайка моя» (Філіп Кіркоров)             | вгадан     | Вадим Такменев     |

## Новорічна маска + Аватар (31 грудня 2022)
| № | Персонаж | Персонаж         | Пісня                                                    | Результат | Особистість         |
| - | -------- | ---------------- | -------------------------------------------------------- | --------- | ------------------- |
| 1 | М.       | Метелица         | «Ты говоришь мне о любви» (Ніна Бродська)                | вгадана   | Маша Распутіна      |
| 2 | А.       | Ельф             | «Красавчик» (Валерій Сюткін)                             | вгадана   | Гоша Куценко        |
| 3 | М.       | Чорний Кролик    | «Всё, что было» (Петро Лещенко)                          | вгадана   | Володимир Пресняков |
| 4 | А.       | П'єро            | «Мой друг (лучше всех играет блюз)» (Машина времени)     | не вгадан | Олексій Нємов       |
| 5 | М.       | Сніговик         | «Сюзанна» (Олександр Сєров)                              | не вгадан | Emin                |
| 6 | А.       | Новорічна Ялинка | «Песенка о снежинке» (Ольга Рождественская)              | вгадана   | Надія Бабкіна       |
| 7 | М.       | Північний Олень  | «Зима-холода» (Андрій Губін)                             | вгадана   | Тетяна Буланова     |
| 8 | А.       | Дід Мороз        | «I Like to Move It» (Reel 2 Real feat. The Mad Stuntman) | вгадана   | Гарік Мартиросян    |

## Четвертий сезон

### Учасники
| Персонаж     | Знаменитість         | Професія   | Випуски | Випуски | Випуски | Випуски | Випуски | Випуски | Випуски | Випуски | Випуски | Випуски | Випуски | Випуски |
| Персонаж     | Знаменитість         | Професія   | 1       | 2       | 3       | 4       | 5       | 6       | 7       | 8       | 9       | 10      | 11      | 12      |
| ------------ | -------------------- | ---------- | ------- | ------- | ------- | ------- | ------- | ------- | ------- | ------- | ------- | ------- | ------- | ------- |
| Мамонтеня    | Діма Білан           | співак     |         |         |         |         |         |         |         |         |         |         |         |         |
| Скорпіон     | Сергій Лазарев       | співак     |         |         |         |         |         |         |         |         |         |         |         |         |
| Пудель       | Лада Денс            | співачка   |         |         |         |         |         |         |         |         |         |         |         |         |
| Мандрил      | Ельчин Азізов        | співак     |         |         |         |         |         |         |         |         |         |         |         |         |
| Гусениця     | IVAN                 | співак     |         |         |         |         |         |         |         |         |         |         |         |         |
| Хом'як       | Аніта Цой            | співачка   |         |         |         |         |         |         |         |         |         |         |         |         |
| Горностай    | Дiана Анкудiнова     | співачка   |         |         |         |         |         |         |         |         |         |         |         |         |
| Скунс        | Шена                 | співачка   |         |         |         |         |         |         |         |         |         |         |         |         |
| Ворон        | Ваня Дмитрієнко      | співак     |         |         |         |         |         |         |         |         |         |         |         |         |
| Фенікс       | Вікторія Дайнеко     | співачка   |         |         |         |         |         |         |         |         |         |         |         |         |
| Пікова Дама  | Жасмін               | співачка   |         |         |         |         |         |         |         |         |         |         |         |         |
| Шаурма       | Євгенія Медведєва    | фігуристка |         |         |         |         |         |         |         |         |         |         |         |         |
| Лисеня       | Яна Рудковська       | продюсер   |         |         |         |         |         |         |         |         |         |         |         |         |
| Дикобраз     | Вадим Козаченко      | співак     |         |         |         |         |         |         |         |         |         |         |         |         |
|              |                      |            |         |         |         |         |         |         |         |         |         |         |         |         |
| Мумія        | Ярослав Сумішевський | співак     |         |         |         |         |         |         |         |         |         |         |         |         |
| Ммишеня      | Наташа Корольова     | співачка   |         |         |         |         |         |         |         |         |         |         |         |         |
| Кактус       | Iда Галич            | блогер     |         |         |         |         |         |         |         |         |         |         |         |         |
| Морський Цар | Влад Сташевський     | співак     |         |         |         |         |         |         |         |         |         |         |         |         |
| Лелека       | Аніта Цой            | співачка   |         |         |         |         |         |         |         |         |         |         |         |         |

## Випуск на честь дня народження Валерії (7 травня 2023)
| № | Персонаж      | Пісня                        | Результат | Особистість       |
| - | ------------- | ---------------------------- | --------- | ----------------- |
| 1 | Весна         | «Была любовь» (Валерія)      | не вгадан | ANNA ASTI         |
| 2 | Овен          | «Метелица» (Валерія)         | не вгадан | Олександр Буйнов  |
| 3 | Черепаха      | «Самолёт» (Валерія)          | не вгадан | Владислав Третьяк |
| 4 | Серце         | «Радуга-дуга» (Валерія)      | не вгадан | Стас П'єха        |
| 5 | Панда         | «Тело хочет любви» (Валерія) | вгадана   | Вiктор Дробыш     |
| 6 | Ранкова Зірка | «Никто как ты» (Валерія)     | не вгадан | Дмитро Маліков    |
| 7 | Авокадо       | «Потеряла сердце» (Валерія)  | вгадана   | Йосип Пригожин    |

## Новорічний випуск (31 грудня 2023)
| № | Персонаж            | Пісня                                                   | Результат | Особистість          |
| - | ------------------- | ------------------------------------------------------- | --------- | -------------------- |
| 1 | Совеня              | «Я русский» (SHAMAN)                                    | вгадана   | Олександр Плющенко   |
| 2 | Новорічний Льодяник | «Candyman» (Крістіна Агілера)                           | не вгадан | Нюша                 |
| 3 | Золота Білка        | «Маленькой ёлочке холодно зимой» (Зінаїда Александрова) | не вгадан | Влад Бумага          |
| 4 | Новорічна Ніч       | «Колыбельная медведицы» (Аiда Ведищева)                 | не вгадан | Таїсія Повалій       |
| 5 | Тарантул            | «Первый снег» (Моральний кодекс)                        | вгадана   | Михайло Шуфутинський |
| 6 | Новорічний феєрверк | «Ой, снег, снежок» (Людмила Зикiна)                     | не вгадан | Алёна Апина          |
| 7 | Новорічний Дракон   | «Крошка моя» (Руки Вверх!)                              | не вгадан | Євген Плющенко       |
| 8 | Пролісок            | «Diva» (Фiлiп Кiркоров)                                 | вгадана   | Анастасія Стоцька    |

## П'ятий сезон

### Учасники
| Персонаж     | Знаменитість                             | Професія             | Випуски | Випуски | Випуски | Випуски | Випуски | Випуски | Випуски | Випуски | Випуски | Випуски | Випуски | Випуски |
| Персонаж     | Знаменитість                             | Професія             | 1       | 2       | 3       | 4       | 5       | 6       | 7       | 8       | 9       | 10      | 11      | 12      |
| ------------ | ---------------------------------------- | -------------------- | ------- | ------- | ------- | ------- | ------- | ------- | ------- | ------- | ------- | ------- | ------- | ------- |
| Єнот         | Seville                                  | співачка             |         |         |         |         |         |         |         |         |         |         |         |         |
| Кіт          | Ані Лорак                                | співачка             |         |         |         |         |         |         |         |         |         |         |         |         |
| Метелик      | Люся Чеботіна                            | співачка             |         |         |         |         |         |         |         |         |         |         |         |         |
| Змій Горинич | Андрій Аверін Зураб Матуа Дмитро Сорокін | гумористи            |         |         |         |         |         |         |         |         |         |         |         |         |
| Матрьошка    | Анастасія Стоцька                        | співачка, акторка    |         |         |         |         |         |         |         |         |         |         |         |         |
| Щеня         | Денис Клявер                             | співак               |         |         |         |         |         |         |         |         |         |         |         |         |
| Горила       | Akmal'                                   | співак               |         |         |         |         |         |         |         |         |         |         |         |         |
| Кактус       | Катя IOWA                                | співачка             |         |         |         |         |         |         |         |         |         |         |         |         |
| Перець       | DAVA                                     | блогер, співак       |         |         |         |         |         |         |         |         |         |         |         |         |
| Арлекін      | Mia Boyka                                | співачка             |         |         |         |         |         |         |         |         |         |         |         |         |
| Акула        | Артем Качер                              | співак               |         |         |         |         |         |         |         |         |         |         |         |         |
| Водяний      | Стас Ярушін                              | актор                |         |         |         |         |         |         |         |         |         |         |         |         |
| Метелик      | Настасья Самбурська                      | акторка              |         |         |         |         |         |         |         |         |         |         |         |         |
| Кукурудза    | Сергій Майоров                           | телеведучий          |         |         |         |         |         |         |         |         |         |         |         |         |
|              |                                          |                      |         |         |         |         |         |         |         |         |         |         |         |         |
| Бабка-Їжка   | Аніта Цой                                | співачка             |         |         |         |         |         |         |         |         |         |         |         |         |
| Гарбуз       | Єва Польна                               | співачка             |         |         |         |         |         |         |         |         |         |         |         |         |
| Космонавт    | Кай Метов                                | співак               |         |         |         |         |         |         |         |         |         |         |         |         |
| Кіт-2        | Євген Папунаїшвілі                       | танцюрист, хореограф |         |         |         |         |         |         |         |         |         |         |         |         |
| Барбі        | Лариса Рубальська                        | поетеса              |         |         |         |         |         |         |         |         |         |         |         |         |

## Випуск до ювілею Ігоря Крутого (28 липня 2024 року)
| № | Персонаж | Пісня                                       | Результат | Особистість    |
| - | -------- | ------------------------------------------- | --------- | -------------- |
| 1 | Осінь    | «3 сентября» (Михайло Шуфутинський)         | не вгадан | Микола Басков  |
| 2 | Пальма   | «Радость моя» (Філіп Кіркоров)              | вгадана   | Ігор Ніколаєв  |
| 3 | Скат     | «Сокровища Чёрного моря» (Валерій Леонтьєв) | не вгадан | Сергій Лазарев |
| 4 | Серце    | «Судьбе назло» ( Олександр Сєров)           | вгадана   | Філіп Кіркоров |

## Новорічний випуск (31 грудня 2024)
| № | Персонаж         | Пісня                              | Результат | Особистість     |
| - | ---------------- | ---------------------------------- | --------- | --------------- |
| 1 | Салат Олів'є     | «Без тебя» (Стас Михайлов)         | не вгадан | Лера Кудрявцева |
| 2 | Новорічна Зірка  | «А снег идёт» (Майя Кристалінська) | не вгадан | Валерій Сюткін  |
| 3 | Королівська Змія | «Пять минут» (Людмила Гурченко)    | вгадана   | Денис Дорохов   |
| 4 | Зимова Казка     | «Колдунья» (Надія Кадишева)        | не вгадан | Сергій Лазарев  |

## Випуск, присвячений Дімі Білану — «Біланобачення» (2 лютого 2025)
| № | Персонаж           | Пісня                               | Результат | Особистість      |
| - | ------------------ | ----------------------------------- | --------- | ---------------- |
| 1 | Ведмедик           | «На берегу неба» (Діма Білан)       | не вгадан | Регіна Тодоренко |
| 2 | Інопланетний Гість | «Невозможное возможно» (Діма Білан) | не вгадан | Діана Анкудінова |
| 3 | Зевс               | «Стань для меня» (Діма Білан)       | вгадана   | Тимур Родрігес   |
| 4 | Планета Земля      | «Молния» (Діма Білан)               | вгадана   | OTANA            |
| 5 | Таксі              | «Я просто люблю тебя» (Діма Білан)  | вгадана   | Марі Краймбрері  |
| 6 | Кот-Рокер          | «Это была любовь» (Діма Білан)      | вгадана   | Наталія Власова  |

## Шостий сезон

### Учасники
| Персонаж  | Знаменитість         | Професія    | Випуски | Випуски | Випуски | Випуски | Випуски | Випуски | Випуски | Випуски | Випуски | Випуски | Випуски | Випуски |
| Персонаж  | Знаменитість         | Професія    | 1       | 2       | 3       | 4       | 5       | 6       | 7       | 8       | 9       | 10      | 11      | 12      |
| --------- | -------------------- | ----------- | ------- | ------- | ------- | ------- | ------- | ------- | ------- | ------- | ------- | ------- | ------- | ------- |
| Вождь     | Олександр Панайотов  | співак      |         |         |         |         |         |         |         |         |         |         |         |         |
| Далматин  | MONA                 | співачка    |         |         |         |         |         |         |         |         |         |         |         |         |
| Сокіл     | Олексій Гоман        | співак      |         |         |         |         |         |         |         |         |         |         |         |         |
| Боксер    | Жан Мілімеров        | співак      |         |         |         |         |         |         |         |         |         |         |         |         |
| Страус    | Евеліна Бльоданс     | акторка     |         |         |         |         |         |         |         |         |         |         |         |         |
| Качка     | Єва Власова          | співачка    |         |         |         |         |         |         |         |         |         |         |         |         |
| Огірок    | Серьога              | репер       |         |         |         |         |         |         |         |         |         |         |         |         |
| Окунь     | Ярослав Сумішевський | співак      |         |         |         |         |         |         |         |         |         |         |         |         |
| Бик       | ВладіМир             | співак      |         |         |         |         |         |         |         |         |         |         |         |         |
| Богомол   | Ольга Серябкіна      | співачка    |         |         |         |         |         |         |         |         |         |         |         |         |
| Курча     | Олександр Ревва      | шоумен      |         |         |         |         |         |         |         |         |         |         |         |         |
| Вівця     | Ксения Бородіна      | телеведуча  |         |         |         |         |         |         |         |         |         |         |         |         |
| Капібара  | Ельдар Джарахов      | блогер      |         |         |         |         |         |         |         |         |         |         |         |         |
| Коровка   | Агата Муценієце      | акторка     |         |         |         |         |         |         |         |         |         |         |         |         |
|           |                      |             |         |         |         |         |         |         |         |         |         |         |         |         |
| Кіт Дзинь | Тимур Батрутдінов    | гуморист    |         |         |         |         |         |         |         |         |         |         |         |         |
| Єнот Шоня | Дмитро Губернієв     | телеведучий |         |         |         |         |         |         |         |         |         |         |         |         |
| Степашка  | Оксана Федорова      | телеведуча  |         |         |         |         |         |         |         |         |         |         |         |         |

## Випуск, присвячений Сергію Лазарєву  (4 травня 2025)
| № | Персонаж | Пісня                                   | Результат | Особистість                           |
| - | -------- | --------------------------------------- | --------- | ------------------------------------- |
| 1 | Lazerboy | «Lazerboy» (Сергій Лазарев)             | не вгадан | Лера Кудрявцева                       |
| 2 | Собаки   | «Так красиво» (Сергій Лазарев)          | вгадана   | Топалов Михайлович i Регіна Тодоренко |
| 3 | Шепіт    | «Сдавайся» (Сергій Лазарев)             | вгадана   | Клава Кока                            |
| 4 | Малина   | «Вкус малины» (Сергій Лазарев)          | вгадана   | Ані Лорак                             |
| 5 | Океан    | «Вспоминай» (Сергій Лазарев)            | вгадана   | Ольга Бузова                          |
| 6 | Порося   | «You Are the Only One» (Сергій Лазарев) | не вгадан | Олександра Урсуляк                    |
| 7 | Ангел    | «Шёпотом» (Сергій Лазарев)              | вгадана   | Валентина Лазарєва                    |

## Зноски
1. ↑   Епізод 1 — Діма Білан
 Епізод 2 — Анатолій Цой 
 Епізод 3 — Гарік Мартиросян
 Епізод 4 — Олексій Воробйов
 Епізод 5 — Тимур Батрутдінов
 Епізод 6 — Сергій Лазарев
 Епізод 7 — Олександр Ревва
 Епізод 8 — Лариса Доліна
 Епізод 9 — Стас П'єха 
 Епізод 10 — Кирило Туріченко
 Епізод 11 — Ельчин Азізов 
 Епізод 12 — Сергій Лазарев, Діма Білан
2. ↑   Епізод 1 — Діма Білан
 Епізод 2 — Анатолій Цой 
 Епізод 3 — Гарік Мартиросян
 Епізод 4 — Олексій Воробйов
 Епізод 5 — Тимур Батрутдінов
 Епізод 6 — Сергій Лазарев
 Епізод 7 — Олександр Ревва
 Епізод 8 — Лариса Доліна
 Епізод 9 — Стас П'єха 
 Епізод 10 — Кирило Туріченко
 Епізод 11 — Ельчин Азізов 
 Епізод 12 — Сергій Лазарев, Діма Білан
3. ↑   Як член журі в цьому випуску також виступив Сергій Лазарєв, виступив в костюмі динозавра.